# Andreas Joachim von Kleist
Andreas Joachim von Kleist (* 16. Juli 1678 in Schmenzin; † 26. Juli 1738 in Heiligenbeil) war ein preußischer Oberst und 1736–1738 Inhaber des Infanterieregiments Nr. 14.

## Familie
Andreas Joachim von Kleist war der dritte Sohn des schwedischen Leutnants und Erbherrn auf Schmenzin und Dargen, Reimar von Kleist und seiner Frau Herrath Erdmuth von Kleist a.d.H. Dimkuhlen. Im Jahre 1716 vermählte er sich mit Marie Elisabeth von Hake (1700–1758). Bis 1736 gingen aus dieser Ehe 16 Kinder hervor, darunter die preußischen Generalmajore Friedrich Wilhelm Gottfried Arnd von Kleist und Hans Reimar von Kleist sowie der preußische Oberst Wilhelm Heinrich von Kleist.

## Leben
Joachim Andreas von Kleist verließ, jung verwaist, früh sein Elternhaus und begab sich 1694 in fremde Kriegsdienste zur Teilnahme am Pfälzischen Erbfolgekrieg. 1695 nahm er an der Belagerung von Namur teil. Anschließend wurde er Page bei Graf Alexander von Dohna, der ihn 1698 als Unteroffizier in sein Regiment nahm.
Bei Ausbruch des Spanischen Erbfolgekrieges wechselte er zu Baltzer Friedrich von Sydow in das Infanterieregiment Nr. 17. Nachdem sich Kleist 1702 bei der Belagerung von Kaiserswerth hervorgetan hatte, wurde er zum Fähnrich befördert. Es folgten die Belagerungen bei Lügnen, Venlo, Rüdemont, Rheinberg und Geldern, denen er sämtlich beiwohnte.
1703 wurde Kleist vom Kronprinzen in dessen Regiment geholt. Hier nahm er am Feldzug in Brabant und am Rhein und schließlich an der Schlacht bei Malplaquet teil. Kurz danach wurde er zum Stabskapitän befördert und erhielt 1710 seine eigene Kompanie.
Im Jahre 1712 bestellte ihm der König Friedrich I. von Preußen als Major in das neu aufgestellte Grenadier-Corps, wo er 1715 zum Oberstleutnant befördert wurde und selben Jahres an der Belagerung von Stralsund teilnahm.
Friedrich Wilhelm I. übertrug Kleist die Amtshauptmannschaft über Trebbin und Zossen, ernannte ihn ebenfalls zum Dekan des Camminer Domkapitels. 1720 schenkte ihm der König das freigewordene ehemals Quitzow'sche Lehen Stavenow in der Prignitz. 1723 erhielt er noch eine Prälatur im Kolberger Domkapitel. In den Jahren 1714 bis 1731 besaß er anteilig das väterliche Gut Schmenzin.
1724 schließlich wurde er Oberst. Nun stand er dem königlichen Leibregiment als Kommandant vor. Nach dem Ableben des Feldmarschalls Graf von Finckenstein wurde ihm das Regiment übertragen.